# Eurystomus
Eurystomus – rodzaj ptaków z rodziny krasek (Coraciidae).

## Zasięg występowania
Rodzaj obejmuje gatunki występujące w Afryce, Azji i Australazji.

## Morfologia
Długość ciała 27–35 cm; masa ciała samic 84–205 g, samców 82–214 g.

## Systematyka

### Etymologia
- Eurystomus: gr. ευρυστομος eurustomos „szerokoustny”, od ευρυς eurus „szeroki”; στομα stoma, στοματος stomatos „usta”[7].
- Colaris: gr. κολαρις kolaris (wariant od καλαρις kalaris) ptak wspomniany przez Arystotelesa, dotąd niezidentyfikowany[8]. Gatunek typowy: Coracias orientalis Linnaeus, 1766.
- Cornopio: gr. κορνοπιων kornopiōn, κορνοπιωνος kornopiōnos „niszczyciel szarańczy”, od κορνοψ kornops, κορνοπος kornopos „szarańcza”[9]. Gatunek typowy: Coracias afra Latham, 1790 (= Coracias glaucurus Statius Müller, 1776).
- Hirundolanius:  zbitka wyrazowa nazw rodzajów: Hirundo Linnaeus, 1758 (jaskółka) oraz Lanius Linnaeus, 1758 (dzierzba)[10]. Gatunek typowy: Coracias pacifica[a] Latham, 1801.

### Podział systematyczny
Do rodzaju należą następujące gatunki:
- Eurystomus gularis Vieillot, 1819 – kraskówka modrogardła
- Eurystomus glaucurus (Statius Müller, 1776) – kraskówka afrykańska
- Eurystomus orientalis (Linnaeus, 1766) – kraskówka azjatycka